# Янг, Эмануэль
Эмануэль Янг (англ. Emanuel Young, настоящая фамилия Юровский, англ. Yourovsky; 12 февраля 1918, Брайтон — 7 января 2010) — английский дирижёр еврейского происхождения.
Учился у Реджинальда Гудолла. В довоенные годы корепетитор в опере Ковент-Гарден, спорадически дирижировал спектаклями. В конце 1930-х гг. дирижировал камерным составом, сопровождавшим выступления недолговечной балетной антрепризы, поставившей балет Стенли Бейта «Персей». В 1943 г. мобилизован на военную службу, занимался концертами для военнослужащих на итальянском театре военных действий, затем в британской оккупационной зоне в австрийском Клагенфурте. После демобилизации в 1946 г. вернулся в Лондон и в дальнейшем работал преимущественно с Королевским балетом, особенно во время гастрольных поездок. Работа Янга нередко встречала негативные отзывы как критики, так и артистов балета: так, Дональд Маклири сетовал на медленные и нестабильные темпы Янга, а рецензент Chicago Tribune жаловался на «кое-как плетущийся оркестр» (англ. paced at a plod) под его управлением.
Записал Симфонию до мажор и сюиту «Детские игры» Жоржа Бизе (с Лондонским симфоническим оркестром), концерт для виолончели с оркестром Эдуара Лало (с оркестром Парижской оперы, солист Андре Наварра).